# Андрейчук, Андрей Васильевич
Андре́й Васи́льевич Андрейчу́к (укр. Андрій Васильович Андрейчук; род. 17 февраля 2003, Небылов, Ивано-Франковская область) — украинский футболист, нападающий клуба «Буковина».

## Игровая карьера
Воспитанник ФК «Небылов», в футболке которого выступал в юношеских соревнованиях чемпионата Ивано-Франковской области. С 2017 по 2021 год выступал в ДЮФЛУ за «Прикарпатье». В начале марта 2021 переведен во взрослую команду «Прикарпатье». В футболке франковского клуба дебютировал 12 марта 2021 в ничейном (1:1) выездном поединке Первой лиги Украины против «Горняк-Спорта». Андрей вышел на поле в стартовом составе и отыграл весь матч.
В начале июля 2021 года свободным агентом перебрался в «Александрию». В футболке «горожан» дебютировал 22 сентября 2021 в победном (3:1) выездном поединке 1/16 финала кубка Украины против симферопольской «Таврии». Андрейчук вышел на поле на 61-й минуте, заменив Клаудио Спинелли. В Премьер-лиге Украины дебютировал 30 июля 2023 года, выйдя на поле во втором тайме в победном (1:0) домашнем поединке против «Кривбасса».
В январе 2024 года на правах аренды пополнил состав черновицкой «Буковины». В летнее межсезонье подписал полноценный контракт с черновицким клубом, соглашение рассчитано на два года с возможностью продления еще на один год.